# Ubi Primum (exhortatie)

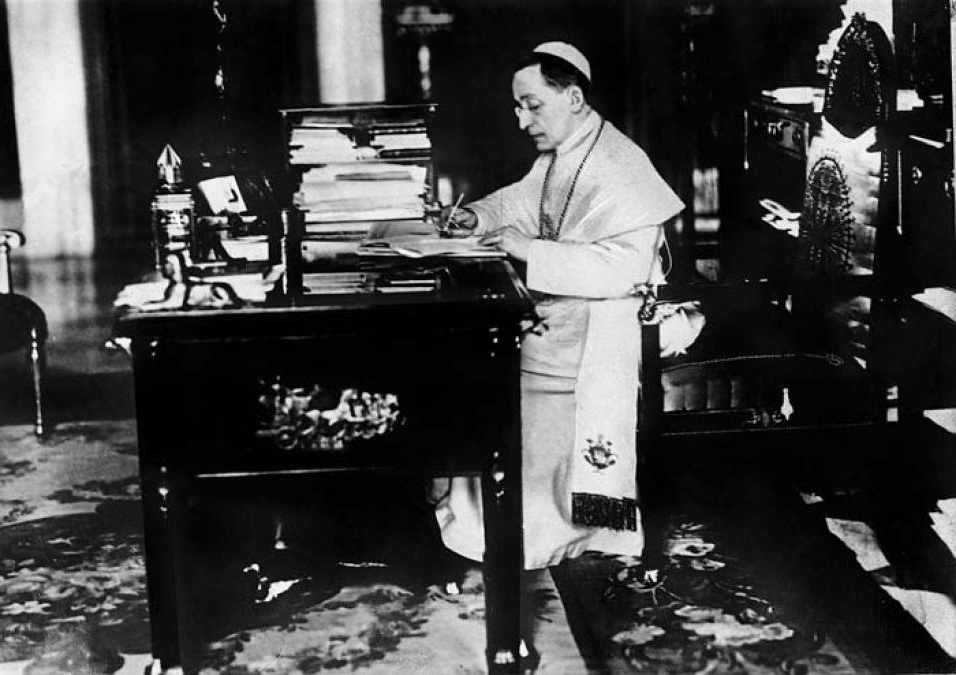
Paus Benedictus XV aan zijn schrijftafel

Ubi Primum (Nederlands: Waar het eerst) was een apostolische exhortatie die paus Benedictus XV uitvaardigde, twee dagen na zijn kroning tot paus op 8 september 1914. De exhortatie was gericht aan alle katholieken van de wereld en richtte zich meer in het bijzonder op de strijdende partijen in de Grote Oorlog die even daarvoor was begonnen. De paus stelt in de brief tot zijn grote verdriet vast dat in deze oorlog het bloed van elkaar bestrijdende Christenen vloeit, en er een strijd is ontstaan die het hele Europese continent in vuur en vlam dreigt te zetten. De paus prijst zichzelf aan als Vader en Herder en hij roept alle strijdende partijen op de vijandelijkheden te staken. Hij smeekt God zich over de strijdende partijen en over de vele slachtoffers van het oorlogsgeweld te ontfermen. Ook riep hij allen op om krijgsgevangenen humaan te behandelen.
De paus trachtte met dit schrijven uitdrukkelijk boven de partijen te staan. Zoals later zijn kardinaal-staatssecretaris Pietro Gasparri verklaarde trachtte de paus aan te sturen op vrede, zonder daarbij partij te kiezen voor een bepaalde nationaliteit, of zelfs voor een bepaalde religie.
Op dit initiatief van Benedictus volgde - evenmin als op zijn latere vredesinitiatieven - geen respons van de strijdende partijen.